# Parti d'action corse
Le Parti d'action corse (en corse: Partitu Corsu d'Azzione) ou PCA était un parti politique corse, fondé en 1922 par Petru Rocca et Matteu Rocca sur le modèle du Parti sarde d’action, avec lequel il entretenait des relations étroites, et du Parti autonomiste breton,.
Le PCA était divisé entre une aile autonomiste et une aile indépendantiste, mais toutes deux fortement nationalistes. Le PCA souhaitait également une récupération de l'usage de la langue corse à la place du français, et l'enseignement de cette dernière et de l'histoire locale dans les écoles.,
En 1927, le parti était composé de 17 sections, dont 13 en Corse. Une partie fondamentale de celui-ci était le journal A Muvra avec Petru Rocca comme directeur.
Dissous en 1927, naît le Parti autonomiste corse.